# Pierre Pasquier (gouverneur général)
Pour les articles homonymes, voir Pierre Pasquier et Pasquier.
Pierre Pasquier, né le 6 février 1877 à Marseille (Bouches-du-Rhône) et mort le 15 janvier 1934 près de Corbigny (Nièvre), est gouverneur général de l'Indochine française de 1928 à sa mort.

## Biographie
Pierre Pasquier est né rue Longue-des-Capucins à Marseille. Fils d'Armand Pierre Henri Pasquier (1822-1878), négociant et de Marie Sophie Eulalie Arnoux (1833-1933), il perd son père à l'âge de onze mois. Il est élevé par sa mère et par sa grand-mère maternelle, Joséphine Arnoux née Bouchard, veuve d'un officier de marine ayant appartenu à l'escadre d'Extrême-Orient. 
Il est élève au lycée Thiers et de l'École coloniale (1898). En 1902, il épouse sa nièce, Elise Pasquier (1882-1962), fille de son frère aîné Paul Marie Joseph Pasquier, négociant en grains.

## Le Résident supérieur en Annam
Il est Administrateur des Services Civils de l'Indochine, Résident supérieur en Annam (1921). 
Le 3 janvier 1922,  il accueille le maréchal Joffre (lors de sa mission en Extrême-Orient)  à Hué et l'accompagne jusqu’à Hanoï. Il organise plusieurs banquets en son honneur et une visite auprès de l'empereur Khai Dinh.
Il accompagne Khải Định lors de sa visite en France, du 15 mai au 11 août 1922, notamment l'exposition coloniale de Marseille.
Il retrouve le maréchal Joffre, qu'il avait accueilli quelques mois plus tôt à Hué, le 26 juin 1922, lors d'une cérémonie à Nogent-sur-Marne.
Dans la soirée du 26 juin, il participe à une fête organisée par le président français Alexandre Millerand pour célébrer le roi Khai Dinh au palais de l'Élysée. Outre le banquet officiel offert par l'État français, il accompagne  le roi Khai Dinh  à une course de chevaux avec le président français et son épouse, à la Société géographique de Paris ainsi que la tombe du Soldat inconnu à l'Arc de Triomphe. Le 10 août, il accompagne le roi Khai Dinh lors de sa visite à  l Exposition coloniale de Marseille .

## Le Gouverneur général de l'Indochine

Le gouverneur Pierre Pasquier

Profondément attaché à l’Indochine, Il devient le Gouverneur général de l'Indochine Française de 1928 à sa mort. 
Il périt dans l'accident de l'avion Dewoitine D.332 Émeraude le 15 janvier 1934, avec d'autres victimes (Maurice Noguès, directeur général adjoint de la nouvelle compagnie Air France, Emmanuel Chaumié, directeur de l'Aviation civile et Colette, la femme de celui-ci).
Son fils, Armand Pasquier, fonctionnaire de l'Afrique-Équatoriale française, est lieutenant de la Première Division Française Libre pendant la Seconde Guerre mondiale.

## Distinctions
- Officier d'académie (1909)
- Officier de l'ordre du Dragon (Annam) (1913).
- Chevalier de l'ordre du Mérite agricole (1914)
- Ordre du Million d'Éléphants et du Parasol blanc (1914)
- Commandeur de l'ordre royal du Cambodge (1918)
- Grand officier de la Légion d'honneur (1932)

## Hommages
Un timbre est créé à l'honneur de Pierre Pasquier.
Son nom fut donné à un navire de la branche maritime de la Maison Denis frères qui faisait la liaison entre le Vietnam et Singapour dans les années 1930.